# Pioggia (Chagall)
La pioggia (in lingua originale la pluie) è un dipinto su tela con olio e carboncino realizzato da Marc Chagall a Parigi nel 1911. È conservata nella Collezione Peggy Guggenheim di Venezia.
La pioggia è una delle prime opere del pittore Marc Chagall, è caratterizzata da uno stile neoprimitivo. Le sue principali fonti di ispirazione sono l'arte popolare e quella delle icone russe.
Chagall dipinse questo quadro a Parigi nel quale raffigura la vita e la nostalgia del suo paese natio Vitebsk. I soggetti raffigurati nella tela sono carichi di nostalgia per la terra natale. La tecnica usata dal pittore è ispirata all'arte francese contemporanea ovvero la corrente dell'espressionismo, sviluppatasi in Francia pochi anni prima.
In questa tela Chagall usa colori non realistici. Il frazionamento di alcuni elementi della composizione in piani ombreggiati, come per esempio il tetto della casa e il primo piano a sinistra, hanno sicuramente una matrice dell'avanguardia artistica del cubismo, anche se questo tipo di tecnica è usata piuttosto occasionalmente.